# Hale (Cheshire)
Pour les articles homonymes, voir Hale.
Hale est une paroisse civile et un village du Cheshire, en Angleterre.